# Mykhaïlo Illienko
Mikhailo Gerasimovitch Ilienko, (en ukrainien : Іллєнко Михайло Герасимович) né le 29 juin 1947 à Moscou, est un réalisateur, scénariste et acteur ukrainien. Il est membre de l'Académie nationale des arts d'Ukraine depuis 2017, artiste honoré d'Ukraine depuis 2003 et est lauréat du prix d'État Alexandre Dovjenko d'Ukraine en 2007.

## Réalisateur
- 2012 : ТойХтоПройшовКрізьВогонь, (Celuiquimarchaitàtraverslefeu), film représentant l'Ukraine à l'Oscar du meilleur film international en 2012.

### Courts métrages
- Un petit voyage sur un grand carrousel (Невелика подорож на великій каруселі) (2002)
- Éternité jetable (Одноразова вічність») (2002, dessin animé)

### TV
- Nonsense (Нісенітниця) en 1978.

## Acteur
- L'Oiseau blanc marqué de noir.